# Valérie Tasso
Pour les articles homonymes, voir Tasso (homonymie).
Valérie Tasso, née le 23 janvier 1969 dans la région de Champagne-Ardenne, est une écrivaine, conférencière, chercheuse et sexologue française qui vit actuellement à Barcelone, en Espagne. Elle s'installe en Espagne en 1991.

## Études
Après avoir obtenu des diplômes universitaires en sciences économiques et en langues étrangères appliquées à Besançon et fait sa maîtrise en administration des entreprises à l'université de Strasbourg. En juin 2006, elle termine des études supérieures en sexologie à l'Institut de sexologie (IN.CI.SEX, l'Instituto de Sexología), qui est rattaché à l'université d'Alcalá de Henares à Madrid.

## Vie professionnelle
En 1999, par curiosité, elle se prostitue pendant six mois. En 2003, elle raconte ses expériences sexuelles dans le livre Diario de una ninfómana. Ce premier livre est un succès de vente international et sert de base au script du film homonyme espagnol (diffusé en France sous le titre de Journal intime d'une nymphomane) de 2008.
En février 2008, suivant l'idée du philosophe français Michel Foucault, l'écrivaine publie un essai intitulé Antimanual of sex, où elle tente de démontrer qu'on ne parle jamais de sexe, mais bien de ce qu'elle appelle « le discours normatif sur le sexe », fait de lieux communs et de clichés. En juin 2009, elle prononce une conférence sur ce discours normatif dans le cadre d'un cours d'été en sexologie sur le campus de l'université d'Oviedo à Avilés. Elle collabore avec divers médias espagnols (télévision, radio) et écrit des articles de presse. La publication de ses livres dans plus de 20 pays en fait l'un des auteurs de langue espagnole les plus en vue à l'échelle internationale.

## Ouvrages
- 2003 : Diario de una ninfómana (Plaza y Janés), paru en français sous le titre Journal d'une nymphomane (Timeli Eds) en novembre 2006  (ISBN 2940342296)
- 2004 : Paris la nuit (Plaza y Janés)
- 2006 : El otro lado del sexo (Plaza y Janés)
- 2008 : Antimanual de sexo (Temas de Hoy)
- 2010 : Sabré cada uno de tus secretos (Alienta Novela)
- 2011 : Diario de una mujer pública (Plaza y Janés)

## Analyse de l'œuvre
Dans ses ouvrages, Valérie Tasso raconte son expérience sexuelle sous des angles différents, mais avec un but commun : démythifier les pratiques sexuelles. Diario de una ninfómana et Paris la nuit constituent en partie une biographie de l'écrivaine, le premier ouvrage sous forme de journal, où elle explique ses expériences et souligne l'importance de la condition humaine au-delà du sexe. El otro lado del sexo traite de diverses pratiques sexuelles afin de les démythifier et d'évaluer les éléments qui les maintiennent isolées. Dans l’Antimanual de sexo, elle incorpore la notion de « discours normatif sur le sexe » pour expliquer, suivant le style de Michel Foucault, que nous cachons la nature véritable du sexe par la surexposition discursive de ce dernier. On parle de plus en plus de sexe, mais seulement de ce que ledit « discours normatif » juge convenable, convenance qui se manifeste par la création de clichés sexuels que l'écrivaine démonte en se fondant sur ses expériences de vie et la réflexion afin de rendre au sexe sa véritable nature « démoralisée ».